# Boppeus laevis
Boppeus laevis là một loài bọ cánh cứng trong họ Cerambycidae.